# 刺猬索尼克2
《刺猬索尼克2》，是由Sonic Team與美國世嘉技術開發研究所開發，並由世嘉於其家用遊戲機Mega Drive發行的平台动作游戏，於1992年11月21日於日本首發。身為系列第二作，《刺猬索尼克2》較前作《刺猬索尼克》有著許多改進，索尼克的夥伴塔尔斯於本作中首次可操作使用的角色（塔尔斯首次在8位元版《刺猬索尼克2》中登場）。在本作中，索尼克與他的夥伴必須同心協力，阻止反派蛋頭博士竊取混沌寶石、統治世界的陰謀。
《音速小子2》於全球銷售量達6百萬套，成為Mega Drive平台上第二賣座的作品，僅次於系列第一作《音速小子》。與論普遍讚美其優異的遊戲性及關卡設計，但對其二人競賽模式多抱持負面看法。
本作被多次移植及重製，包括使用Retro Engine遊戲引擎重製的Android及iOS版本。本作續集《音速小子3》於1994年發行。

## 遊戲情節
《音速小子2》的遊戲情節與前作《音速小子》相去不遠：反派蛋頭博士企圖利用混沌寶石及動物改造而成的機器人大軍統治世界，而索尼克必須再次阻止其陰謀。與前作不同的是，這次蛋頭博士還建造了一座太空站，名為「蛋头星球」（Death Egg，向星際大戰系列中的死星致敬）。
最終，索尼克與塔爾斯搭著塔爾斯製造的飛機龍捲風號追上蛋頭博士，索尼克攀上蛋頭博士的火箭前往死蛋。在擊敗蛋頭博士操控的機器人後，死蛋爆炸，索尼克自太空中落下，並被塔爾斯駕駛的龍捲風號接住。如果在遊戲過程中成功收集所有混沌寶石，索尼克便會以其超級形態飛行在龍捲風號旁。

## 遊戲內容
《音速小子2》為一平面橫向捲軸動作遊戲。本作主角為索尼克及他的夥伴塔爾斯，在遊戲開始時可選擇索尼克、塔爾斯或是兩者同時闖關；在本作中，兩者能力幾乎相同。在兩人模式中，玩家操控索尼克，塔爾斯則由電腦操控。第二名玩家可隨時加入操控塔爾斯。
遊戲分為數個關卡，每個關卡分為一至三章。在每個關卡的最後一章，玩家將會與反派蛋頭博士對決。部分關卡擁有獨特的設計，例如寶石山嶺（Emerald Hill Zone）有著螺旋狀的迴圈、化工廠（Chemical Plant Zone）有能使玩家加速的加速器等。
索尼克及塔爾斯透過跳躍旋轉打倒敵人。本作加入了新的技能「超級旋轉攻擊」（Super Dash Attack），玩家操控的角色會旋轉、捲曲成一顆球，並快速的向前攻擊。若在沒有金環的情況下碰到敵人、掉下懸崖或超出十分鐘的遊戲時間限制，玩家將損失一條生命，並從上一個檢查點重新開始。在沒有剩餘生命的情況下死亡，遊戲即結束。
當玩家在一個關卡中收集超過50個金環時並通過檢查點時，可進入特別關卡。玩家要在一條擬3D的管狀道路中前進，收集金環並躲避炸彈。若不慎碰觸到炸彈，玩家將損失十枚金環，速度也會暫時減慢。關卡中有三個檢查點，若通過檢查點時沒有達到要求的金環數量，關卡即結束；若成功通過三個檢查點，玩家就會獲得一枚混沌寶石。遊戲中共有七個特別關卡，難度隨著完成的特別關卡數量遞增；若無法完成前一個關卡，則不能進入下一個關卡。當特別關卡結束時，玩家會回到進入特殊關卡所用的檢查點，金環數量歸零。
當玩家集滿所有渾沌寶石時，選擇索尼克遊玩關卡，並在關卡中集滿50枚金環時，即可變身為超級索尼克。超級索尼克的最高速度、加速速率及跳躍高度都會增加，並免疫所有敵人的攻擊。超級索尼克每秒會損失一枚金環，若金環數量歸零，索尼克就會變回原來的形態。
除了單人及普通的二人模式外，遊戲還有「二人競賽模式」。在此模式中，螢幕一分為二，兩名玩家分別在相同的普通關卡或特別關卡競速；當其中一名玩家抵達終點後，另一名玩家須在一分鐘內完成關卡，否則遊戲將直接結算分數。在普通關卡中，遊戲會比較兩名玩家的分數、完成時間、金環數量等五項遊玩內容，贏得其中三項的玩家獲勝。；在特別關卡中，擁有最多金環的玩家獲勝。當所有關卡都結束，或是其中一名玩家喪失所有生命時，遊戲結束。

### 納克魯斯在《音速小子2》（Knuckles the Echidna in Sonic the Hedgehog 2）
《音速小子與納克魯斯》於《音速小子2》發行的兩年後（1994年）發行，遊戲卡帶使用一種名為「Lock-on Technology」的特殊技術，卡帶上有一個專用插槽，可以插入其他遊戲的卡帶。將音速小子2的卡帶插入插槽中將會解鎖「納克魯斯在音速小子2」模式。在本模式中，以在《音速小子與納克魯斯》之前無法遊玩的纳克鲁斯做為主角。遊戲大致與原版《音速小子2》相同納克魯斯擁有爬牆及滑翔的能力，使玩家能探索其他角色無法到達的地方；但納克魯斯的跳躍能力較弱，使得部分關卡難度增加。

## 開發過程
最初的《音速小子》由日本Sonic Team開發，並由世嘉於1991年6月23日先行在北美地區Sega Genesis發行。由於該作在北美地區採用主機同捆，因此大大提高了Sega Genesis在北美的受歡迎程度，並被認為世嘉在與當時電子遊戲行業領導者任天堂的競爭時獲得了65%的市場份額，使世嘉成為一個強大的競爭對手。《音速小子》的商業成功意味著開發續集是不可避免的，但同一時間該作遊戲程式師中裕司因為與日本世嘉的薪水存在分歧等合約問題而離開公司。
在《音速小子》開發期間，當時是世嘉員工的马克·塞尔尼（Mark Cerny）於美國加州成立了世嘉技術開發研究所（Sega Technical Institute，簡稱「STI」，為世嘉美國的子公司）。世嘉希望在美國可以開發更多的遊戲，塞爾尼的目標是建立一個精英遊戲開發工作室，將美國和日本開發者的設計理念結合起來。塞爾尼在一次日本之行中拜訪了中裕司的居所，聽取了他離開的原因，並說服他加入STI，以解決他在日本世嘉遇到的問題。中裕司同意，並與安原廣和等技術人員加入了STI，而大島直人因為正在開發《音速小子CD》而留在日本世嘉。
《音速小子2》的開發於1991年11月開始，由世嘉技術開發研究所主導遊戲開發。遊戲的特別關卡根據中裕司提出的草案設計，並以預錄動畫多邊形技術（pre-rendering polygons）製作並壓縮。索尼克的夥伴雙尾狐狸塔尔斯先行於本作的8位元版本中首次亮相。據遊戲美術設計山口恭史表示，塔尔斯的設計源自於日本民俗神話中的九尾狐。山口恭史原本將角色取名為英里小時（Miles Prower，為英文「miles per hour」，即「英里每小時」之諧音），但遭到美國世嘉的駁回，因此山口恭史加入「塔尔斯」（Tails）作為其暱稱。作為續作，《音速小子2》的遊戲節奏較《音速小子》快上許多。

## 評價與影響
《索尼克2》的成功一大因素是赶上了1990年代初世嘉与任天堂的主机大战。在发行的6个月内，其为世嘉的股价带来超过50%的上涨。